# 新圍 (臺灣)
新圍，是臺灣屏東縣鹽埔鄉的一個傳統地域名稱，位於該鄉南部。相較於今日行政區，其範圍大致包括彭厝村東南部及東端、新二村不含西南半葉的西部、鹽南村南半葉的南部、新圍村、高朗村不含北端及南部東側凸出部分、振興村西南部中央凸出部分及臨近地區、久愛村北部。
本地區境內主要聚落為新為庄仔（新圍）、高朗朗，設有大仁科技大學、新圍國小、高朗國小、振興國小。

## 歷史
台灣日治初期，新圍地區為一街庄，稱為「新圍庄」（舊制街庄），隸屬於港西中里。該庄昔日北及東與鹽埔庄為鄰，南與隘藔庄、番仔藔庄、德協庄為鄰，西邊為彭厝庄。
1901年（日治明治三十四年）11月11日，全台廢縣廳改設二十廳，該庄隸屬於阿猴廳。1904年（明治三十七年）4月15日，該庄編入「鹽埔區」，隸屬於阿猴廳。1905年（明治三十八年）4月1日，阿猴廳改稱「阿緱廳」。1909年（明治四十二年）10月25日，全台合併二十廳為十二廳，鹽埔區仍隸屬於阿緱廳。1920年（大正九年）10月1日，全台地方制度大改正，廢十二廳改設五州二廳，該庄改制並簡化為「新圍」大字，隸屬於高雄州屏東郡鹽埔庄（新制街庄）。
戰後鹽埔庄改制為鹽埔鄉，隸屬於高雄縣，大字亦改制為村。1950年（民國39年）10月1日，高、屏分治，鹽埔鄉改隸屬於屏東縣。

## 聚落
本地區發展較早的聚落為新為庄仔（新圍）、高朗朗，在日治初期的官方地圖上已有記載。

## 交通
省道台24線是屏東至阿禮的幹道，經過本地區東南端。由該道路西行可前往長治鄉、屏東市，並止於頭前溪地區的省道台3線轉角路口；東行可前往內埔鄉東北端、三地門鄉、霧台鄉，並止於里程44.5公里處。
省道台27線是荖濃至烏龍的幹道，經過本地區的西北端及西端。由該道路北行可前往鹽埔鄉鹽埔市區、高樹鄉、高雄市六龜區，並止於荖濃地區下荖濃聚落的省道台20線路口；南行可前往九如鄉/長治鄉交界地帶、屏東市、萬丹鄉、新園鄉等地。
鄉道屏18線是塔樓至彭厝的道路，其東側端點（終點）位於本地區西北端的省道台27線轉彎路口。
鄉道屏19線是仕絨至德協的道路，經過本地區的新圍聚落。該道路在本地區部分路段與鄉道屏25線共線。
鄉道屏22線是茄苳腳至振興的道路，其東側端點（終點）位於本地區東南部邊界地帶、西瓜園聚落的省道台24線路口，由此向北轉西北西會經過本地區的高朗朗聚落。
鄉道屏25線是屏北高中至繁華的道路，經過本地區的新圍、高朗朗等聚落。該道路在本地區部分路段與鄉道屏19線共線。
鄉道屏28線是洛陽至番子寮的道路，其西側端點（起點）位於本地區西南端的省道台27線路口。

## 學校
- 大仁科技大學
- 新圍國小
- 高朗國小
- 振興國小